# Детские автомобильные гонки
«Детские автомобильные гонки» (англ. Kid Auto Races at Venice, другие названия — Kid’s Auto Race / The Children’s Automobile Race / The Pest) — американский немой короткометражный художественный фильм, первая кинокомедия, в которой Чарли Чаплин появляется в образе Бродяги. Фильм вышел 7 февраля 1914 года.
14 декабря 2020 года фильм был занесён в Национальный реестр фильмов США.

## Сюжет
Скучающий бездельник-бродяга приходит поглазеть на гонки детских автомобилей. Там он сталкивается со съёмочной группой — режиссёром и оператором. Бродяга всё время старается попасть в кадр, его постоянно отгоняют, он оказывается на треке, что приводит к ряду смешных ситуаций.

## В ролях
| Актёр            | Роль         |
| ---------------- | ------------ |
| Чарли Чаплина    | Бродяга      |
| Генри Лерман     | Кинорежиссёр |
| Фрэнк Д. Уильямс | Кинооператор |

## История фильма
На февраль 1914 года были намечены автомобильные гонки Кубок Вандербильта в Санта-Монике, вокруг которых в публике царил ажиотаж. Кинопродюсер Мак Сеннет, намеревавшийся выставить на них свой гоночный Fiat, знал, что в январе их будут предварять детские автогонки — Детский кубок Вандербильта (англ. Vanderbilt Junior Cup) в Венеции (Лос-анджелес). Предположительно, он направил в Венецию режиссёра Генри Лермана со съёмочной группой, чтобы на фоне гонок снять несколько комических импровизаций в исполнении своего нового комика Чарли Чаплина.
Лерман решил выстроить ситуацию «съёмки фильма о съёмках фильма», используя одну камеру для съёмки другой. Чаплин предложил образ бродяги, который очень хочет попасть в кадр и всё время мешает съёмке. Получив согласие Лермана, Чаплин сам выстроил образ, используя реквизит со склада студии — гибкую тросточку, котелок, не по размеру широкие брюки и ботинки на несколько размеров больше, надетые каждый не на ту ногу. Из грима он использовал маленькие усы и узкие изогнутые брови (по контрасту с неудачным первым фильмом, в котором он играл в цилиндре, монокле и с густыми загнутыми вниз усами).
В автобиографии Чаплина появление образа Бродяги и его костюма связывается со съёмками фильма Мака Сеннета «Необыкновенно затруднительное положение Мэйбл», который вышел в прокат на следующий день после «Детских автомобильных гонок».
Поведение персонажа также было необычным для комедий того времени: вместо того, чтобы огрызаться на обидчиков и вступать с ними в драку, герой Чаплина вместо этого вежливо приподнимал котелок и удалялся, вращая тросточкой. В этом фильме он также впервые использовал «чаплинскую» походку (как утверждал Карно, этой походке он научил Чаплина для роли в одной из пантомим). Рабочий материал фильма не понравился Маку Сеннету — по его мнению, герой Чаплина двигался слишком медленно, снижая темп фильма и нарушая привычные комедийные каноны. Студия ожидала провала, однако фильм внезапно стал хитом и собрал блестящие отзывы прессы. Не понимая причин успеха фильма, Сеннет тем не менее решил дать Чаплину творческую свободу. Это был первый серьёзный успех Чаплина в Голливуде, обусловивший всю его дальнейшую карьеру.